# Aurélio Miguel
Aurélio Fernández Miguel (São Paulo, 10 de març de 1964), conegut com a Aurélio Miguel per la configuració dels cognoms al Brasil, és un judoka brasiler retirat, que va competir entre 1982 i 2001 en la categoria semi-pesant.
Va participar en tres Jocs Olímpics d'Estiu, obtenint dues medalles: or a Seül 1988 i bronze a Atlanta 1996.
Va guanyar el Campionat Mundial Júnior de Judo i va aconseguir tres medalles en Campionats Mundials de Judo, dues als Jocs Panamericans i cinc en Campionats Panamericans de Judo.
Entre 2005 i 2016 va ser regidor de l'Ajuntament de São Paulo.

## Carrera esportiva

### Primers anys
Degut a una bronquitis i la insistència del seu pare, l'immigrant català Aureli Miguel Marín, Aurélio va començar a practicar judo amb quatre anys. En aquella època no li agradava aquest esport per la duresa de les competicions. Segons va passar el temps, va agafar-li el gust, arribant a proclamar-se campió en un torneig de benjamins el 1972.
Aurélio Miguel va guanyar el torneig paulista de judo en diverses categories d'edat i, l'any 1980, va ser reconegut com el millor judoka de l'estat de São Paulo.

### Competicions internacionals
Va començar a competir internacionalment l'any 1982 en la categoria semi-pesat, en la qual participaven judokes de fins a 95 kg de pes. Va disputar els Jocs Universitaris guanyant la medalla de plata per equips i també lluità en el Campionat Panamericà de Judo, celebrat a Xile, on va conquerir el seu primer or. El 1983 s'endugué el Campionat Mundial Júnior de Judo i va debutar en els Jocs Panamericans, enduent-se la medalla de plata.
Tenia una mala relació amb l'aleshores president de la Confederació Brasilera de Judo (CBJ), Joaquin Mamede, fet que li va suposar no ser convocat per participar en els Jocs Olímpics de Los Angeles 1984. Va marxar a entrenar al Japó i la seva progressió no va deixar de créixer: l'any 87 va obtenir la medalla d'or als Panamericans i va participar per primer cop en el Campionat Mundial de Judo, pujant al podi en tercera posició.

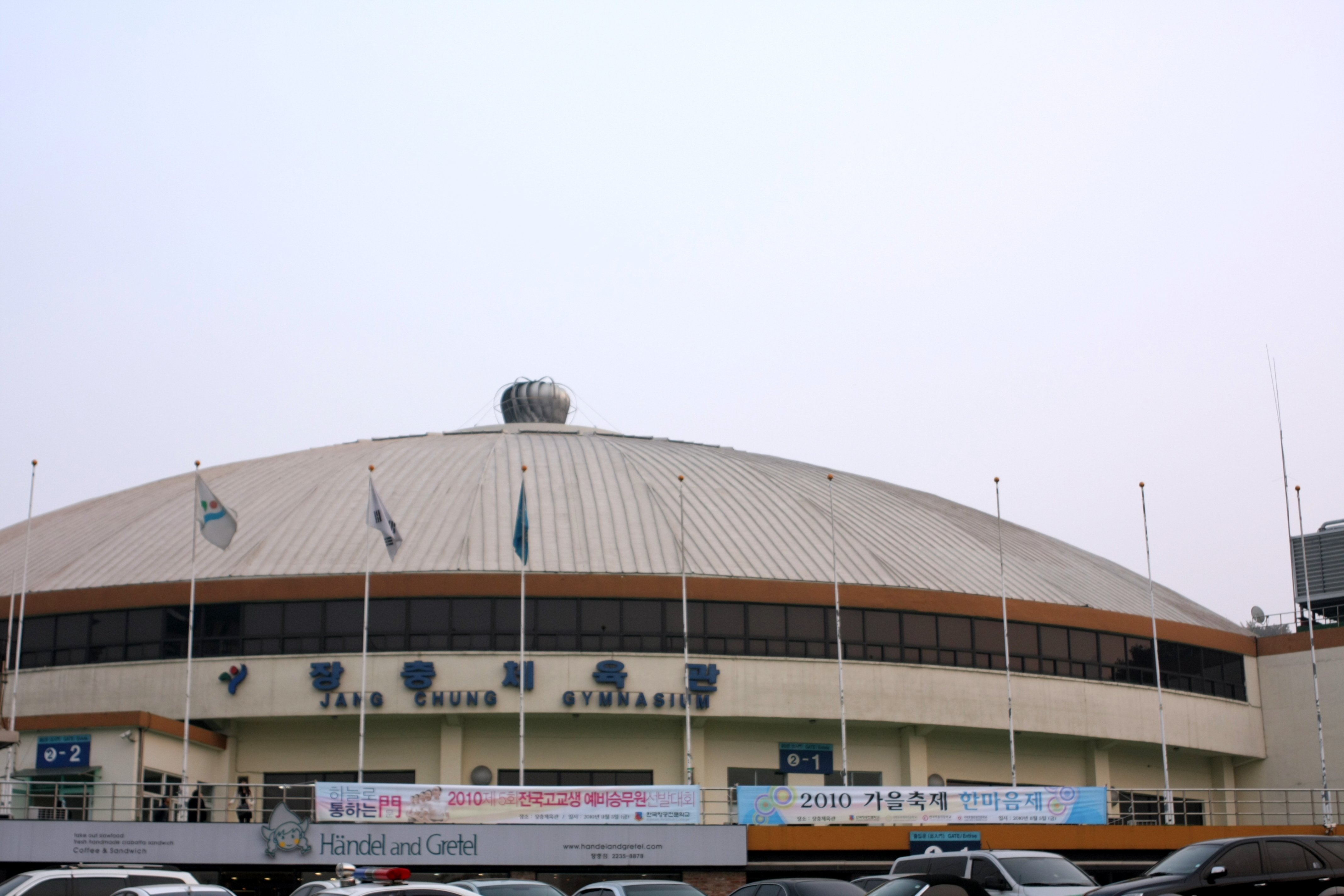
El pavelló Jangchung, seu de les competicions d'arts marcials dels Jocs Olímpics de Seül '88

Aurélio va disputar finalment els seus primers Jocs a Seül '88, convertint-se en el primer judoka brasiler en guanyar l'or olímpic, després de vèncer en la final a Marc Melling, d'Alemanya Occidental. Malgrat el seu important triomf, les desavinences amb la CBJ van dur-lo a passar-se tres anys sense disputar cap altra competició internacional.
Restablerta la relació amb Mamede el 1991, Aurélio Miguel va poder prendre part dels Jocs Olímpics d'Estiu de 1992, disputats a Barcelona. Com a homenatge a la seva victòria a Seül i record a la seva ascendència catalana, el Comitè Olímpic Brasiler el va triar per ser l'estendard de la comitiva brasilera en la cerimònia inaugural. Malauradament, la seva actuació al torneig va estar per sota de les expectatives, terminant en una discreta novena posició. El vencedor de la competició va ser el seu compatriota Rogério Sampaio.
La carrera esportiva d'Aurélio no es va ressentir: l'any següent va endur-se la plata al Mundial celebrat al Canadà (perdent la final contra l'hongarès Antal Kovács), posició que va repetir en el següent Mundial, l'any 1997 a França (derrotat pel polonès Pawel Nastula). Entremig va disputar els seus tercers Jocs a Atlanta, on va poder treure's l'espina de Barcelona guanyant la medalla de bronze.
Des del Mundial de Birmingham '99, l'últim de la seva trajectòria, la categoria de semi-pesats va passar a tenir un límit de pes de fins a 100 kg. Aurélio, que ja era més menut que la majoria de contrincants, va passar a lluitar contra adversaris encara més alts i, ara també, més pesats. Això, afegit a les molèsties que arrossegava després d'una llarga carrera, va reduir molt les seves possibilitats i va ser eliminat aviat del torneig. Tampoc va poder obtenir una plaça per disputar els Jocs de 2000 a Sidney i, finalment, va penjar el quimono el 2001, amb 37 anys.

### Palmarès professional
| Jocs Olímpics                   | Jocs Olímpics               | Jocs Olímpics | Jocs Olímpics |
| Any                             | Lloc                        | Medalla       | Categoria     |
| ------------------------------- | --------------------------- | ------------- | ------------- |
| 1988                            | Seül (Corea del Sud)        | 1             | –95 kg        |
| 1996                            | Atlanta (Estats Units)      | 3             | –95 kg        |
| Campionats Mundials de Judo     |                             |               |               |
| Any                             | Lloc                        | Medalla       | Categoria     |
| 1987                            | Essen (RFA)                 | 3             | –95 kg        |
| 1993                            | Hamilton (Canadà)           | 2             | –95 kg        |
| 1997                            | París (França)              | 2             | –95 kg        |
| Jocs Panamericans               |                             |               |               |
| Any                             | Lloc                        | Medalla       | Categoria     |
| 1983                            | Caracas (Veneçuela)         | 2             | –95 kg        |
| 1987                            | Indianápolis (Estats Units) | 1             | –95 kg        |
| Campionats Panamericans de Judo |                             |               |               |
| Any                             | Lloc                        | Medalla       | Categoria     |
| 1982                            | Santiago de Xile (Xile)     | 1             | –95 kg        |
| 1988                            | Buenos Aires (Argentina)    | 1             | –95 kg        |
| 1992                            | Hamilton (Canadà)           | 1             | –95 kg        |
| 1996                            | San Juan (Puerto Rico)      | 1             | –95 kg        |
| 1997                            | Guadalajara (Mèxic)         | 1             | –95 kg        |

### Reconeixements
La Unió Panamericana de Federacions de Judo el va designar el millor judoka americà del segle XX en la seva categoria.
El 2012 va ser elegit president de la Federació Universitària Paulista d'Esports (FUPE).
L'any 2013 la Federació Internacional de Judo va incloure a Aurélio Miguel al seu Hall of Fame. Anteriorment ja l'havia inclòs en una llista dels 50 millors judokes de tots els temps.
El 2020 va ser escollit pel Comitè Olímpic Brasiler per formar part del Hall da Fama do Esporte Brasileiro.

Aurélio va lluitar des de l'inici de la seva carrera esportiva per incrementar la qualitat dels entrenaments (millora de les instal·lacions i contractació de tècnics qualificats), així com va demanar que la CBJ fes un salt qualitatiu en la seva organització, infraestructura i presa de decisions. Sobre això, el campió olímpic a Barcelona, Rogério Sampaio, va declarar:
Aurélio va ser el nostre gran lider amb relació a aquest tema i tinc la seguretat que tots els fruits que els nostres esportistes estan recollint ara, van ser plantats en aquella època.

## Carrera política
Al poc de retirar-se de la competició va iniciar la seva vida política, presentant-se a les eleccions al Congrés dels Diputats de 2002, sense obtenir l'escó de Diputat Federal al que optava.
El 2003 es va afiliar al Partit Liberal, amb el qual es va presentar a les eleccions municipals de 2004 com candidat a regidor de la seva ciutat natal, São Paulo. Aquesta vegada sí que va ser elegit i va formar part de la Càmera Municipal en la legislatura 2005-2008. Va revalidar el càrrec dues legislatures més, fins a desembre de 2016, quan va decidir no pugnar per una tercera reelecció.
Durant aquella primera legislatura, va promoure la designació oficial de l'onze de setembre com el Dia da Catalunha al municipi paulista. També va ser precursor de l'entrega, des de 2014, de la Medalla d'honor al mèrit esportiu de la ciutat.